# Els Saits
Els Saits és una masia de Gurb a la comarca d'Osona inclosa a l'Inventari del Patrimoni Arquitectònic de Catalunya.

## Descripció
Caracteritzen tipològicament la masia: el portal de mig punt que s'obre a la façana principal i una gran balconada a manera de porxo, sota teulada, formada per unes grans pilastres.

## Història
La difícil descripció tipològica respon a les múltiples transformacions que ha sofert la masia, no només recentment, sinó des de l'inici. La lectura del parament ens informa de molts afegits i canvis difícils de precisar perquè n'hi ha tant, que en va sortir una complexa estructura, diferent a la majoria de masies de Gurb.